# Espectro electromagnético
En física, se denomina  espectro electromagnético al conjunto de todos los tipos de radiación que se desplazan en ondas, es decir, al conjunto de todas las ondas electromagnéticas. Referido a un objeto se denomina espectro electromagnético o simplemente espectro a la radiación electromagnética que emite (espectro de emisión) o absorbe (espectro de absorción) una sustancia. Dicha radiación sirve para identificar la sustancia. De manera análoga a una huella dactilar. Los espectros se pueden observar mediante espectroscopios que, además de permitir ver el espectro, permiten realizar medidas sobre el mismo, como son la longitud de onda, la frecuencia y la intensidad de la radiación.

Diagrama del espectro electromagnético, mostrando el tipo, longitud de onda con ejemplos, frecuencia y temperatura de emisión de cuerpo negro.

El espectro electromagnético se extiende desde la radiación de menor longitud de onda, como los rayos gamma y los rayos X, pasando por la radiación ultravioleta, la luz visible y la radiación infrarroja, hasta las ondas electromagnéticas de mayor longitud de onda, como son las ondas de radio. Si bien el límite para la longitud de onda más pequeña posible no sería la longitud de Planck (porque el tiempo característico de cada modalidad de interacción es unas 1020 veces mayor al instante de Planck y, en la presente etapa cosmológica, ninguna de ellas podría oscilar con la frecuencia necesaria para alcanzar aquella longitud de onda), se cree que el límite máximo sería el tamaño del Universo (véase Cosmología física) aunque formalmente el espectro electromagnético es infinito y continuo. 

## Rango energético del espectro
El espectro electromagnético cubre longitudes de onda muy variadas. Existen frecuencias de 30 Hz y menores que son relevantes en el estudio de ciertas nebulosas. Por otro lado se conocen frecuencias cercanas a 2,9×1027 Hz, que han sido detectadas provenientes de fuentes astrofísicas.
La energía electromagnética en una particular longitud de onda λ (en el vacío) tiene una frecuencia f asociada y una energía de fotón E. Por tanto, el espectro electromagnético puede ser expresado igualmente en cualquiera de esos términos. Se relacionan en las siguientes ecuaciones:
{\displaystyle c=f\lambda \,\!}, o lo que es lo mismo {\displaystyle \lambda ={\frac {c}{f}}\,\!}
{\displaystyle E=hf\,\!}, o lo que es lo mismo {\displaystyle E={\frac {hc}{\lambda }}\,\!}
Donde {\displaystyle c=299.792.458\ \mathrm {m/s} \,\!} (velocidad de la luz) y {\displaystyle h\,\!} es la constante de Planck, {\displaystyle (h\approx 6,626069\cdot 10^{-34}\ {\mbox{J}}\cdot {\mbox{s}}\approx 4,13567\ \mathrm {\mu } {\mbox{eV}}/{\mbox{GHz}})}.
Por lo tanto, las ondas electromagnéticas de alta frecuencia tienen una longitud de onda corta y mucha energía mientras que las ondas de baja frecuencia tienen grandes longitudes de onda y poca energía.
Por lo general, las radiaciones electromagnéticas se clasifican basándose en su longitud de la onda en ondas de radio, microondas, infrarrojos, visible –que percibimos como luz visible–, ultravioleta, rayos X y rayos gamma.
El comportamiento de las radiaciones electromagnéticas depende de su longitud de onda. Cuando la radiación electromagnética interactúa con átomos y moléculas puntuales, su comportamiento también depende de la cantidad de energía por quantum que lleve. Al igual que las ondas de sonido, la radiación electromagnética puede dividirse en octavas.
La espectroscopia puede detectar una región mucho más amplia del espectro electromagnético que el rango visible de 400 a 700 nm. Un espectrómetro de laboratorio común y corriente detecta longitudes de onda de 2 a 2500 nm.

## Bandas del espectro electromagnético
Para su estudio, el espectro electromagnético se divide en segmentos o bandas, aunque esta división es inexacta. Existen ondas que tienen una frecuencia, pero varios usos, por lo que algunas frecuencias pueden quedar en ocasiones incluidas en dos rangos.
| Región                           | Longitud de onda (m) | Frecuencia (Hz) | Energía (J)     |
| -------------------------------- | -------------------- | --------------- | --------------- |
| Rayos gamma                      | < 10x10−12m          | > 30,0x1018Hz   | > 20·10−15 J    |
| Rayos X                          | < 10x10−9m           | > 30,0x1015Hz   | > 20·10−18 J    |
| Ultravioleta extremo             | < 200x10−9m          | > 1,5x1015Hz    | > 993·10−21 J   |
| Ultravioleta cercano             | < 380x10−9m          | > 7,89x1014Hz   | > 523·10−21 J   |
| Espectro Visible                 | < 700x10−9m          | > 384x1012Hz    | > 255·10−21 J   |
| Infrarrojo cercano               | < 2,5x10−6m          | > 120x1012Hz    | > 79·10−21 J    |
| Infrarrojo medio                 | < 50x10−6m           | > 6,00x1012Hz   | > 4·10−21 J     |
| Infrarrojo lejano/submilimétrico | < 1x10−3m            | > 300x109Hz     | > 200·10−24 J   |
| Microondas                       | < 10−2m              | > 3x108Hz       | > 2·10−24 J     |
| Ultra Alta Frecuencia-Radio      | < 1 m                | > 300x106Hz     | > 19.8·10−26 J  |
| Muy Alta Frecuencia-Radio        | < 10 m               | > 30x106Hz      | > 19.8·10−28 J  |
| Onda Corta - Radio               | < 180 m              | > 1,7x106Hz     | > 11.22·10−28 J |
| Onda Media - Radio               | < 650 m              | > 650x103Hz     | > 42.9·10−29 J  |
| Onda Larga - Radio               | < 10x103m            | > 30x103Hz      | > 19.8·10−30 J  |
| Muy Baja Frecuencia - Radio      | > 10x103m            | < 30x103Hz      | < 19.8·10−30 J  |

### Radiofrecuencia
En radiocomunicaciones, los rangos se abrevian con sus siglas en inglés. Los rangos son:
| Nombre                        | Abreviatura inglesa | Banda UIT | Frecuencias               | Longitud de onda  |
| ----------------------------- | ------------------- | --------- | ------------------------- | ----------------- |
| Frecuencia tremendamente baja | TLF                 | No aplica | Inferior a 3 Hz           | > 100 000 km      |
| Extrabaja frecuencia          | ELF                 | 1         | 3-30 Hz                   | 100 000-10 000 km |
| Superbaja frecuencia          | SLF                 | 2         | 30-300 Hz                 | 10 000-1000 km    |
| Ultrabaja frecuencia          | ULF                 | 3         | 300-3000 Hz               | 1000-100 km       |
| Muy baja frecuencia           | VLF                 | 4         | 3-30 kHz                  | 100-10 km         |
| Baja frecuencia               | LF                  | 5         | 30-300 kHz                | 10-1 km           |
| Media frecuencia              | MF                  | 6         | 300-3000 kHz              | 1 km-100 m        |
| Alta frecuencia               | HF                  | 7         | 3-30 MHz                  | 100-10 m          |
| Muy alta frecuencia           | VHF                 | 8         | 30-300 MHz                | 10-1 m            |
| Ultraalta frecuencia          | UHF                 | 9         | 300-3000 MHz              | 1 m-100 mm        |
| Superalta frecuencia          | SHF                 | 10        | 3-30 GHz                  | 100-10 mm         |
| Extraalta frecuencia          | EHF                 | 11        | 30-300 GHz                | 10-1 mm           |
| Frecuencia tremendamente alta | THF                 | 12?       | Por encima de los 300 GHz | < 1 mm            |

- Frecuencias extremadamente bajas: Llamadas ELF (Extremely Low Frequencies), son aquellas que se encuentran en el intervalo de 3 a 30 Hz. Este rango es equivalente a aquellas frecuencias del sonido en la parte más baja (grave) del intervalo de percepción del oído humano. Cabe destacar aquí que el oído humano percibe ondas sonoras, no electromagnéticas; sin embargo se establece la analogía para poder hacer una mejor comparación.

Frecuencias menores no han sido detectadas o hasta ahora (y tal vez nunca) no se pueden usar(estas son las TLF)
- Frecuencias superbajas: SLF (Super Low Frequencies), son aquellas que se encuentran en el intervalo de 30 Hz a 300 Hz. En este rango se incluyen las ondas electromagnéticas de frecuencia equivalente a los sonidos graves que percibe el oído humano típico.

- Frecuencias ultrabajas: ULF (Ultra Low Frequencies), son aquellas en el intervalo de 300 Hz a 3000 Hz (3 kHz). Este es el intervalo equivalente a la frecuencia sonora normal para la mayor parte de la voz humana.

- Frecuencias muy bajas: VLF (Very Low Frequencies). Se pueden incluir aquí las frecuencias de 3 kHz a 30 kHz. El intervalo de VLF es usado típicamente en comunicaciones gubernamentales y militares.

- Frecuencias bajas: LF (Low Frequencies), son aquellas en el intervalo de 30 kHz a 300 kHz. Los principales servicios de comunicaciones que trabajan en este rango están la navegación aeronáutica y marina.

- Frecuencias medias: MF (Medium Frequencies), están en el intervalo de 300 kHz a 3000 kHz (3 MHz). Las ondas más importantes en este rango son las de radiodifusión de AM (530 kHz a 1605 kHz).

- Frecuencias altas: HF  (High Frequencies), son aquellas contenidas en el rango de 3 MHz a 30 MHz. A estas se les conoce también como "onda corta". Es en este intervalo que se tiene una amplia gama de tipos de radiocomunicaciones como radiodifusión, comunicaciones gubernamentales y militares. Las comunicaciones en banda de radioaficionados y banda civil también ocurren en esta parte del espectro.

- Frecuencias muy altas: VHF (Very High Frequencies), van de 30 MHz a 300 MHz. Es un rango popular usado para muchos servicios, como la radio móvil, comunicaciones marinas y aeronáuticas, transmisión de radio en FM (88 MHz a 108 MHz) y los canales de televisión del 2 al 12 [según norma CCIR (Estándar B+G Europa)]. También hay varias bandas de radioaficionados en este rango.

- Frecuencias ultraaltas: UHF (Ultra High Frequencies), abarcan de 300 MHz a 3000 MHz (3 GHz), incluye los canales de televisión de UHF, es decir, del 21 al 69 [según norma CCIR (Estándar B+G Europa)] y se usan también en servicios móviles de comunicación en tierra, en servicios de telefonía celular y en comunicaciones militares.

- Frecuencias superaltas: SHF (Super High Frequencies), son aquellas entre 3 GHz y 30 GHz y son ampliamente utilizadas para comunicaciones vía satélite y radioenlaces terrestres. Además, pretenden utilizarse en comunicaciones de alta tasa de transmisión de datos a muy corto alcance mediante UWB. También son utilizadas con fines militares, por ejemplo en radares basados en UWB.

- Frecuencias extremadamente altas: EHF (Extremely High Frequencies), se extienden de 30 GHz a 300 GHz. Los equipos usados para transmitir y recibir estas señales son más complejos y costosos, por lo que no están muy difundidos aún(También se incluyen las redes 5g de alta velocidad y el internet de las cosas).

- Frecuencias tremendamente altas: THF (Tremendously High Frequencies), se extienden de 300 GHz a más GHz. Los equipos usados para transmitir y recibir estas señales hasta la fecha son experimentales .Se podría usar para telecomunicaciones  a corta distancia .Este sería la última frecuencia usable 
 Existen otras formas de clasificar las ondas de radiofrecuencia.

### Microondas
La definición del espectro de microondas depende de la fuente. Varios autores consideran que las microondas abarcan las frecuencias entre 300 MHz y 300 GHz, pero los estándares IEC 60050 e IEEE 100 sitúan el espectro entre 1 GHz y 300 GHz. Estas frecuencias abarcan parte del rango de UHF y todo el rango de SHF y EHF. Estas ondas se utilizan en numerosos sistemas, como múltiples dispositivos de transmisión de datos, radares y hornos microondas.
| Banda        | P   | L | S | C | X  | Ku | K    | Ka   | Q  | U  | V  | E  | W   | F   | D   |
| Inicio (GHZ) | 0,2 | 1 | 2 | 4 | 8  | 12 | 18   | 26,5 | 30 | 40 | 50 | 60 | 75  | 90  | 110 |
| Final (GHZ)  | 1   | 2 | 4 | 8 | 12 | 18 | 26,5 | 40   | 50 | 60 | 75 | 90 | 110 | 140 | 170 |

### Infrarrojo
Las ondas infrarrojas están en el rango de 0,7 a 1000 micrómetros. La radiación infrarroja se asocia generalmente con el calor. Ellas son producidas por cuerpos que generan calor, aunque a veces pueden ser generadas por algunos diodos emisores de luz y algunos láseres.
Las señales son usadas para algunos sistemas especiales de comunicaciones, como en astronomía para detectar estrellas y otros cuerpos en los que se usan detectores de calor para descubrir cuerpos móviles en la oscuridad. También se usan en los mandos a distancia de los televisores y otros aparatos, en los que un transmisor de estas ondas envía una señal codificada al receptor del televisor. En últimas fechas se ha estado implementando conexiones de área local LAN por medio de dispositivos que trabajan con infrarrojos, pero debido a los nuevos estándares de comunicación estas conexiones han perdido su versatilidad.

### Espectro visible
| sRGB rendering of the spectrum of visible light | sRGB rendering of the spectrum of visible light |
| ----------------------------------------------- | ----------------------------------------------- |
| Color                                           | Longitud de onda                                |
| Violeta                                         | 380–450 nm                                      |
| azul                                            | 450–495 nm                                      |
| verde                                           | 495–570 nm                                      |
| amarillo                                        | 570–590 nm                                      |
| naranja                                         | 590–620 nm                                      |
| rojo                                            | 620–750 nm                                      |

Espectro electromagnético.

Por encima de la frecuencia de las radiaciones infrarrojas se encuentra lo que comúnmente es llamado luz, un tipo especial de radiación electromagnética que tiene una longitud de onda en el intervalo de 0,4 a 0,8 micrómetros. Este es el rango en el que el sol y las estrellas similares emiten la mayor parte de su radiación. Probablemente, no es una coincidencia que el ojo humano sea sensible a las longitudes de onda que emite el sol con más fuerza. Las unidades usuales para expresar las longitudes de onda son el Angstrom y el nanómetro. La luz que vemos con nuestros ojos es realmente una parte muy pequeña del espectro electromagnético. La radiación electromagnética con una longitud de onda entre 380 nm y 760 nm (790-400 terahercios) es detectada por el ojo humano y se percibe como luz visible. Otras longitudes de onda, especialmente en el infrarrojo cercano (más de 760 nm) y ultravioleta (menor de 380 nm) también se refiere a veces como la luz, aun cuando la visibilidad a los seres humanos no es relevante. Si la radiación que tiene una frecuencia en la región visible del espectro electromagnético se refleja en un objeto, por ejemplo, un tazón de fruta, y luego golpea los ojos, esto da lugar a la percepción visual de la escena. Nuestro sistema visual del cerebro procesa la multitud de frecuencias que se reflejan en diferentes tonos y matices, y a través de este fenómeno psicofísico, no del todo entendido, la mayoría de la gente percibe un tazón de fruta; un arco iris muestra la óptica (visible) del espectro electromagnético. En la mayoría de las longitudes de onda, sin embargo, la radiación electromagnética no es visible directamente, aunque existe tecnología capaz de manipular y visualizar una amplia gama de longitudes de onda.
La luz puede usarse para diferentes tipos de comunicaciones. Las ondas electromagnéticas pueden modularse y transmitirse a través de fibras ópticas, lo cual resulta en una menor atenuación de la señal con respecto a la transmisión por el espacio libre.

### Ultravioleta
La luz ultravioleta cubre el intervalo de 4 a 400 nm. El Sol es una importante fuente emisora de rayos en esta frecuencia, los cuales causan cáncer de piel a exposiciones prolongadas. Este tipo de onda no se usa en las telecomunicaciones, sus aplicaciones son principalmente en el campo de la medicina.

### Rayos X
La denominación rayos X designa a una radiación electromagnética, invisible, capaz de atravesar cuerpos opacos y de impresionar las películas fotográficas. La longitud de onda está entre 10 a 0,01 nanómetros, correspondiendo a frecuencias en el rango de 30 PHz a 30 000 PHz (de 50 a 5000 veces la frecuencia de la luz visible).

### Rayos gamma
La radiación gamma es un tipo de radiación electromagnética producida generalmente por elementos radiactivos o procesos subatómicos como la aniquilación de un par positrón-electrón. Este tipo de radiación de tal magnitud también es producida en fenómenos astrofísicos de gran violencia.
Debido a las altas energías que poseen, los rayos gamma constituyen un tipo de radiación ionizante capaz de penetrar en la materia más profundamente que la radiación alfa o beta. Dada su alta energía pueden causar grave daño al núcleo de las células, por lo que son usados para esterilizar equipos médicos y alimentos.

## Efecto Doppler
Cuando se analiza el espectro electromagnético de la luz de una estrella o galaxia o cuerpo luminoso, se puede apreciar en este un corrimiento al rojo o un corrimiento al azul es decir los colores visibles se desplazan hacia un extremo u otro del espectro visible. Esto ocurre gracias al efecto Doppler, llamado así por el físico austríaco Christian Andreas Doppler, es el aparente cambio de frecuencia de una onda producido por el movimiento relativo de la fuente respecto a su observador. Doppler propuso este efecto en 1842 en su tratado Über das farbige Licht der Doppelsterne und einige andere Gestirne des Himmels (Sobre el color de la luz en estrellas binarias y otros astros). 
En el caso del espectro visible de la radiación electromagnética, si el objeto se aleja, su luz se desplaza a longitudes de onda más largas, desplazándose hacia el rojo. Si el objeto se acerca, su luz presenta una longitud de onda más corta, desplazándose hacia el azul. Esta desviación hacia el rojo o el azul es muy leve incluso para velocidades elevadas, como las velocidades relativas entre estrellas o entre galaxias, y el ojo humano no puede captarlo, solamente medirlo indirectamente utilizando instrumentos de precisión como espectrómetros. Si el objeto emisor se moviera a fracciones significativas de la velocidad de la luz, sí sería apreciable de forma directa la variación de longitud de onda. 
El primer corrimiento al rojo Doppler fue descrito en 1848 por el físico francés Hippolyte Fizeau, que indicó que el desplazamiento en líneas espectrales visto en las estrellas era debido al efecto Doppler.  En 1868, el astrónomo británico William Huggins fue el primero en determinar la velocidad de una estrella alejándose de la Tierra mediante este método.
La abundancia de corrimiento al rojo en el universo ha permitido crear la teoría de la expansión del universo. El corrimiento al azul del espectro, se observa en la galaxia de Andrómeda lo que indica que se acerca y en algunos brazos de galaxias lo que permite descubrir su giro.